# William Vail
William Vail (San Antonio, 30 novembre 1950) è un attore e scenografo statunitense, noto per aver interpretato il ruolo di Kirk nel film horror Non aprite quella porta.

## Filmografia

### Attore
- Non aprite quella porta (The Texas Chain Saw Massacre, 1974)
- Poltergeist - Demoniache presenze (Poltergeist, 1982)
- Mausoleum (1983)
- Glitch! Vacanze bollenti (Glitch, 1988)
- Non aprite quella porta 3D (Texas Chainsaw 3D), regia di John Luessenhop (2013) - Kirk (all'inizio del film, riciclato dalla pellicola del 1974)

### Scenografo
- Vite dannate (Too Young to Die?, 1990)
- Nemico all'interno (The Enemy Within, 1994)
- Buffalo Soldiers (1997)
- Una mamma per amica (Gilmore Girls, 2000-2007)